# 関民子
関 民子（せきたみこ、1945年 - ）は、日本の近世女性史研究家。

## 略歴
1945年（昭和20年）生まれ。早稲田大学教育学部卒業。

## 論文
- 宮沢（関）民子 「幕藩制解体期における一女性の社会批判」『歴史学研究』423、1975年。

## 著書

### 単著
- 『江戸後期の女性たち』亜紀書房、1980年7月。
- 『恋愛かわらばん-江戸の男女の人生模様』はまの出版、1996年9月。ISBN 4893612190
- 『只野真葛』吉川弘文館<人物叢書>、2008年11月。ISBN 4-642-05248-8

### 共著
- 林玲子編『日本の近世15　女性の近世』中央公論社、1993年11月。ISBN 4124030355
- 総合女性史研究会編『日本女性史論集8　教育と思想』吉川弘文館、1998年5月。ISBN 464201358X
- 黒田弘子・長野ひろ子共編『エスニシティ・ジェンダーからみる日本の歴史』吉川弘文館、2002年5月。ISBN 4642077863
- （文）関民子、（絵）菊地ひと美『絵本日本女性史2 近世』大月書店、2010年2月。ISBN 4272406825